# Suisse franconienne
La Suisse franconienne (en allemand : Fränkische Schweiz) est une région touristique allemande de Haute-Franconie (Bavière), au sud-ouest de Bayreuth, ainsi nommée en raison de ses particularités culturelles et géologiques. Elle se caractérise par son paysage montagneux fameux pour ses roches et grottes karstiques ainsi qu'une forte densité de châteaux et de ruines. Elle occupe la partie nord du Jura franconien et compte pour sites principaux : Pottenstein (Grotte du diable), Gößweinstein, Muggendorf, Ebermannstadt, Streitberg, Egloffstein et Waischenfeld.

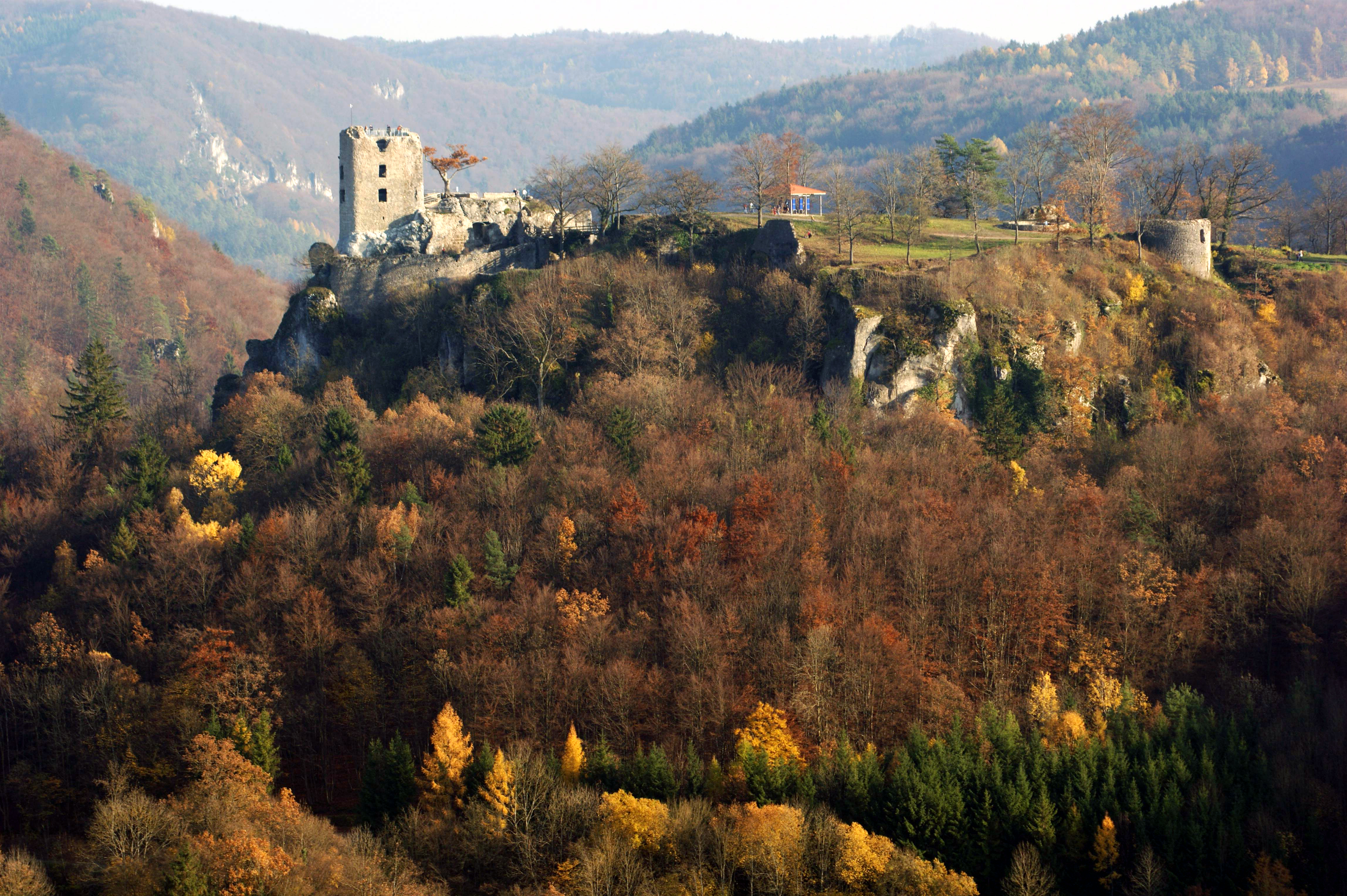
Château de Neideck
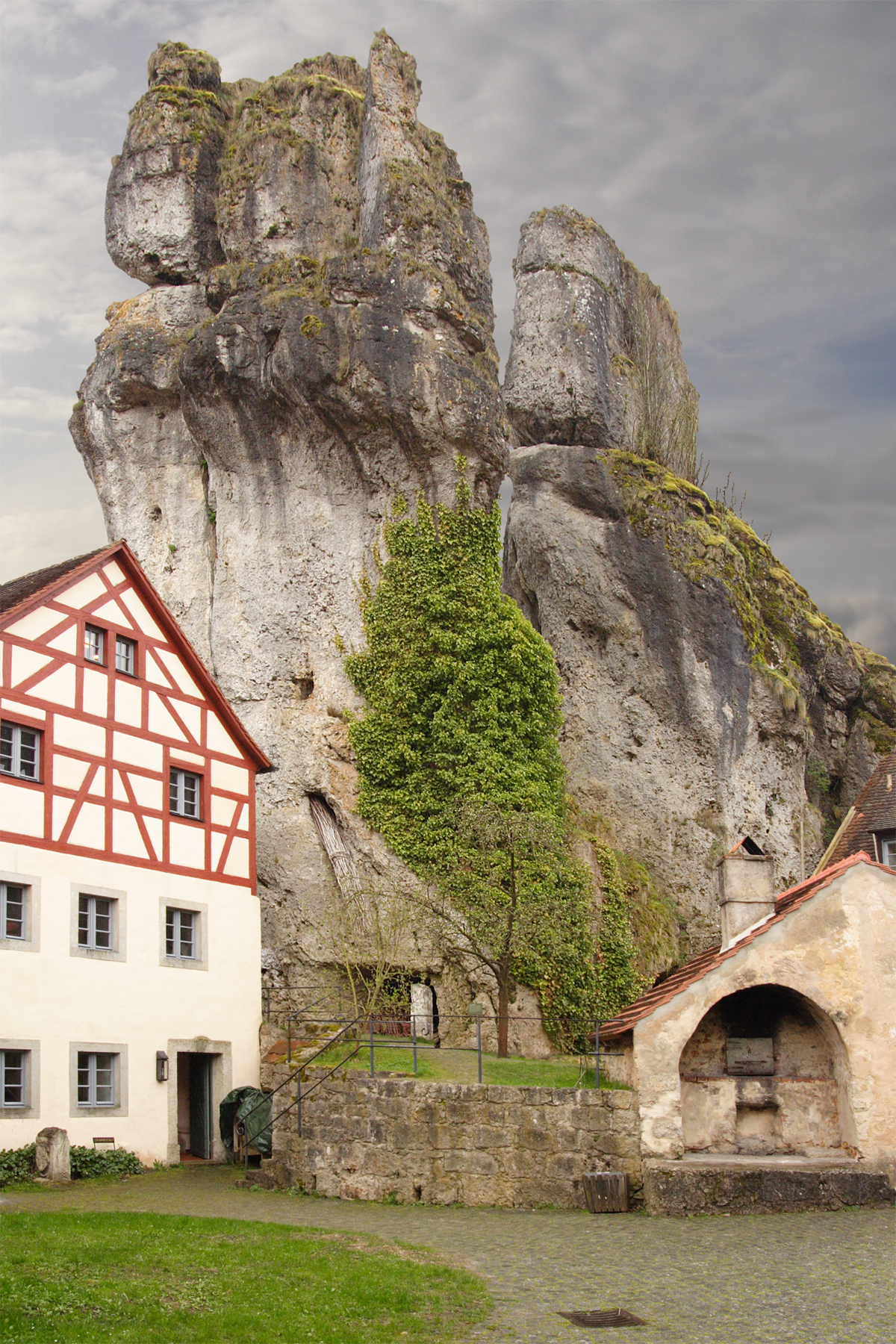
Roche à Tüchersfeld
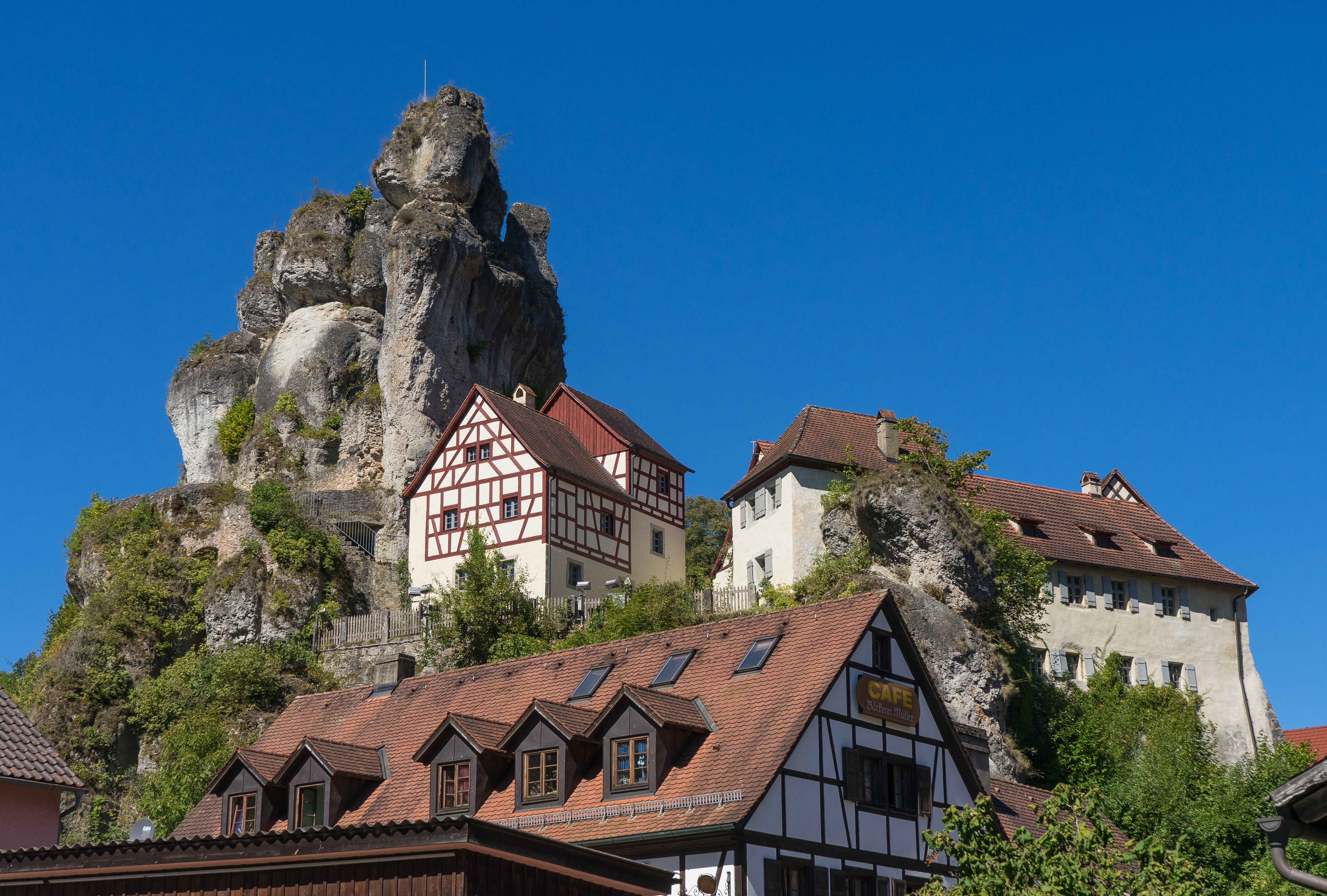
Autre vue de la roche karstique de Tüchersfeld
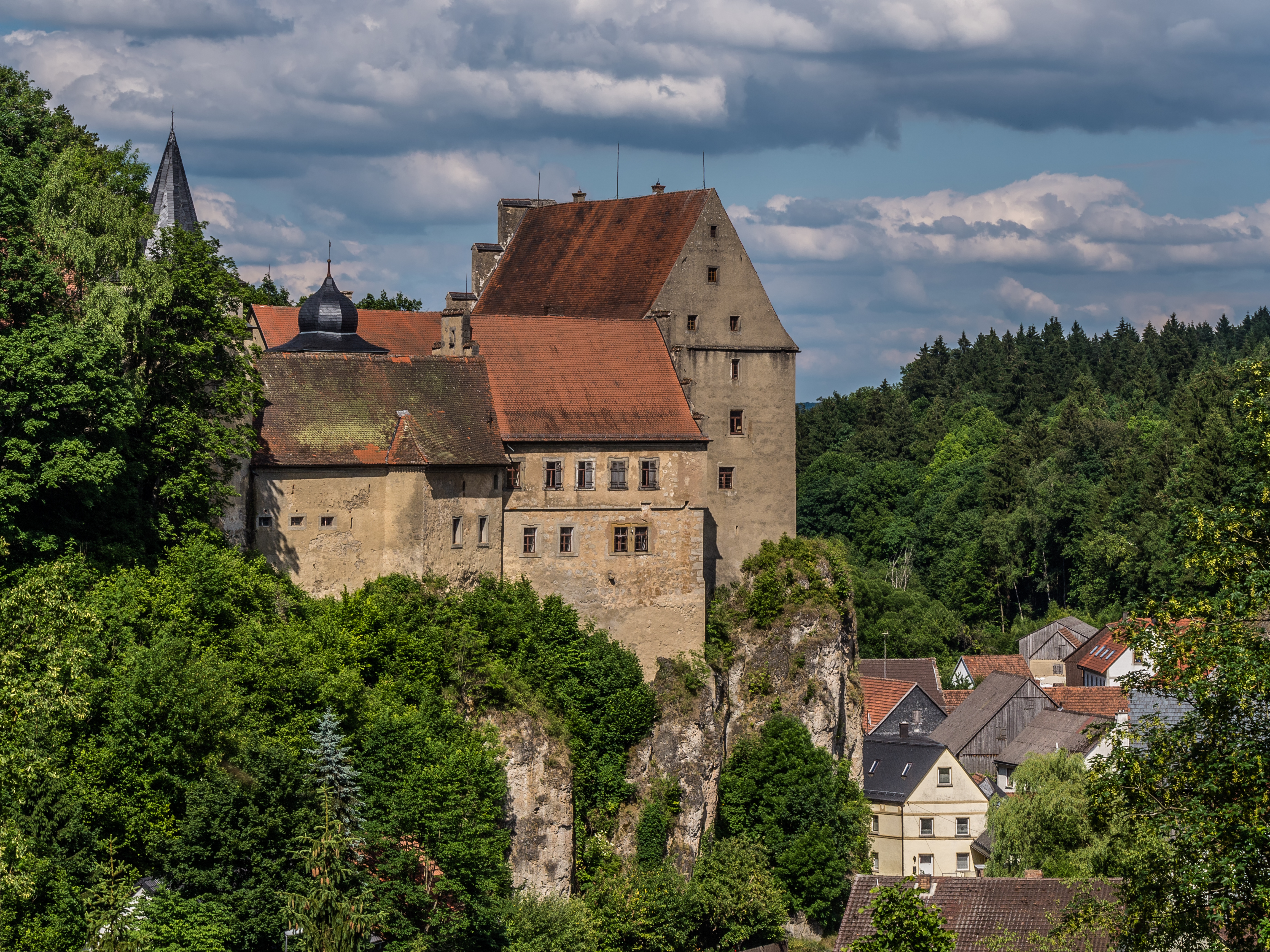
Château fort de Wiesentfels, près de Hollfeld
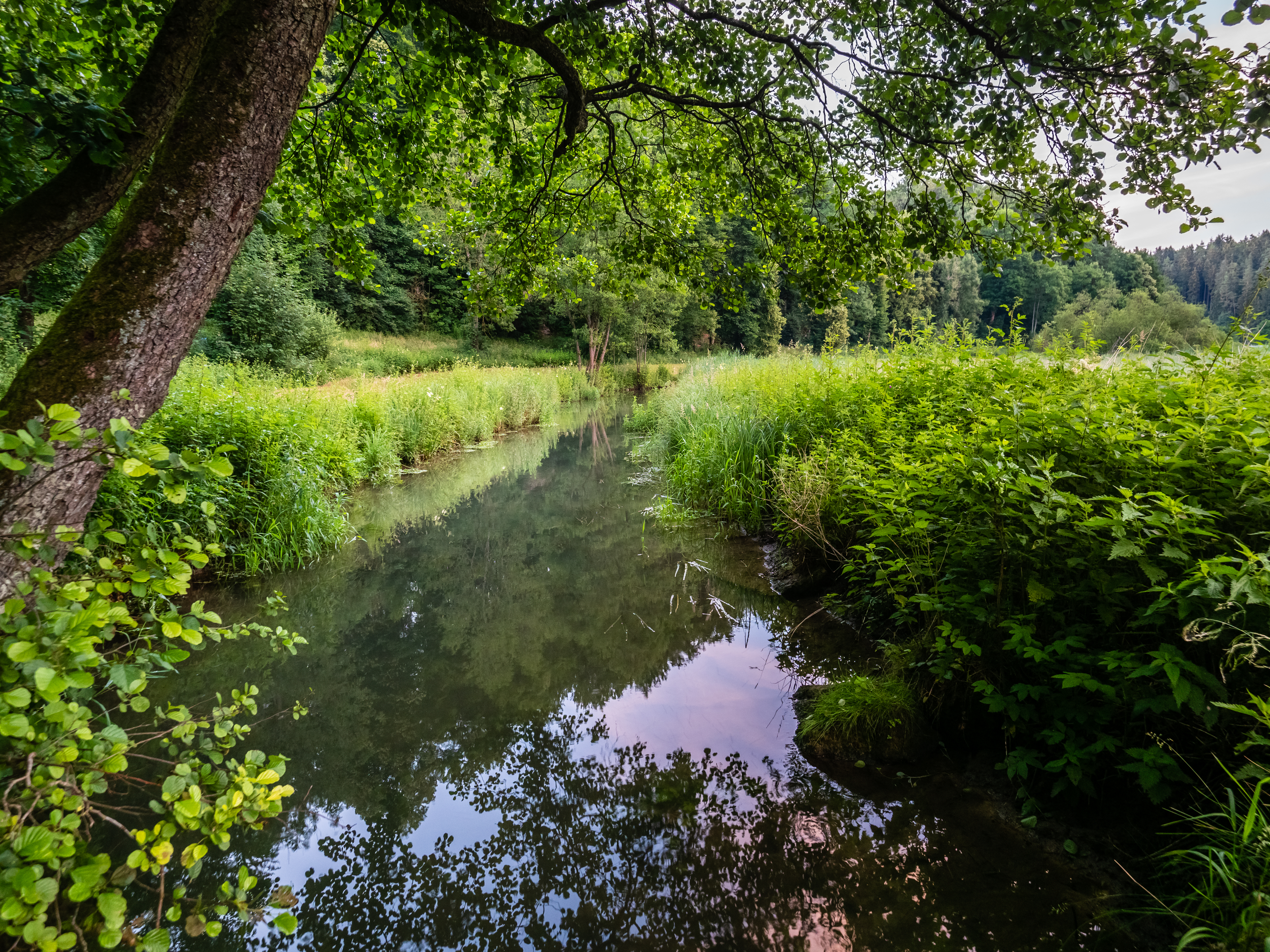
Vallée de l'Aufseß
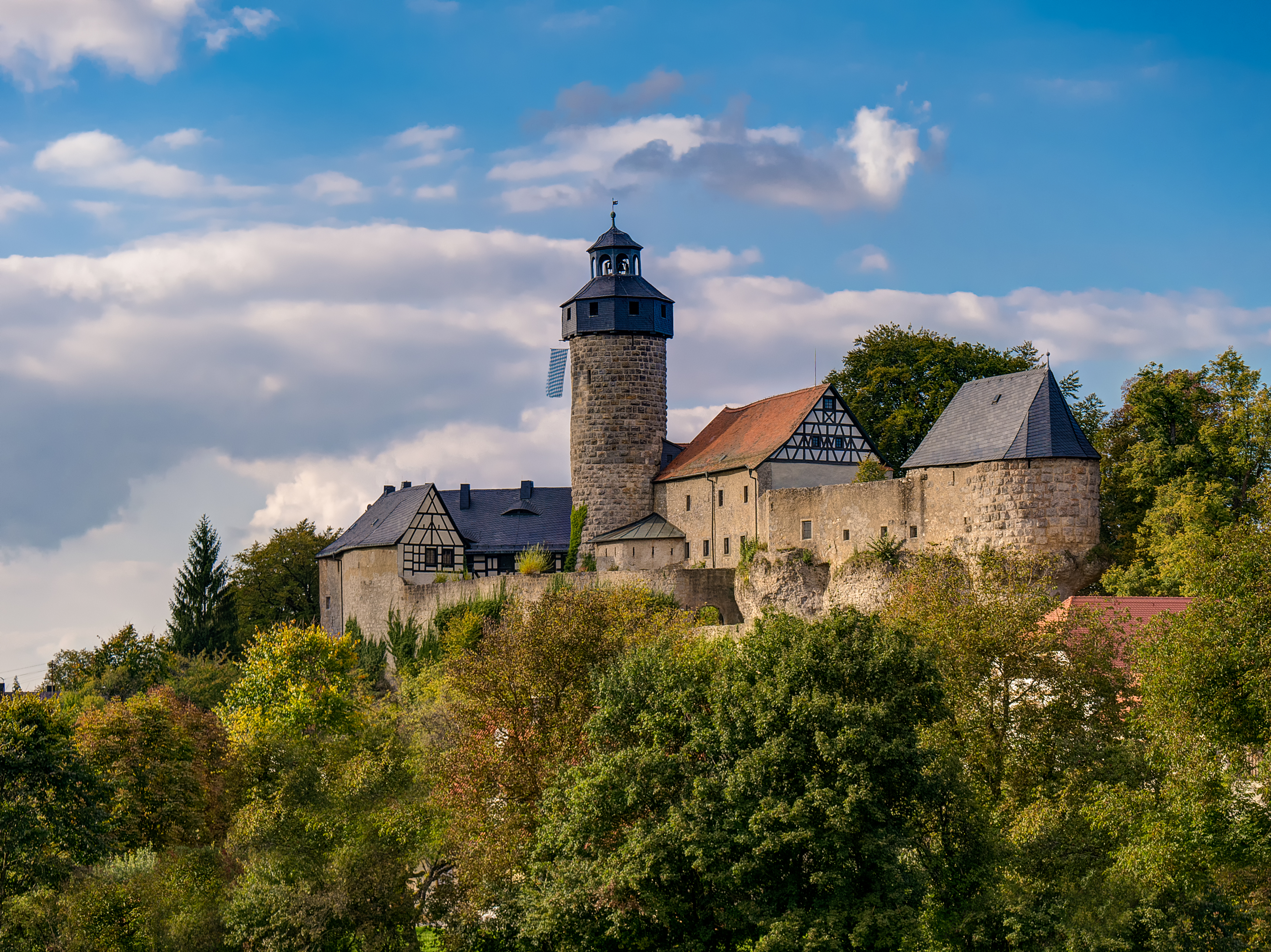
Château fort de Zwernitz
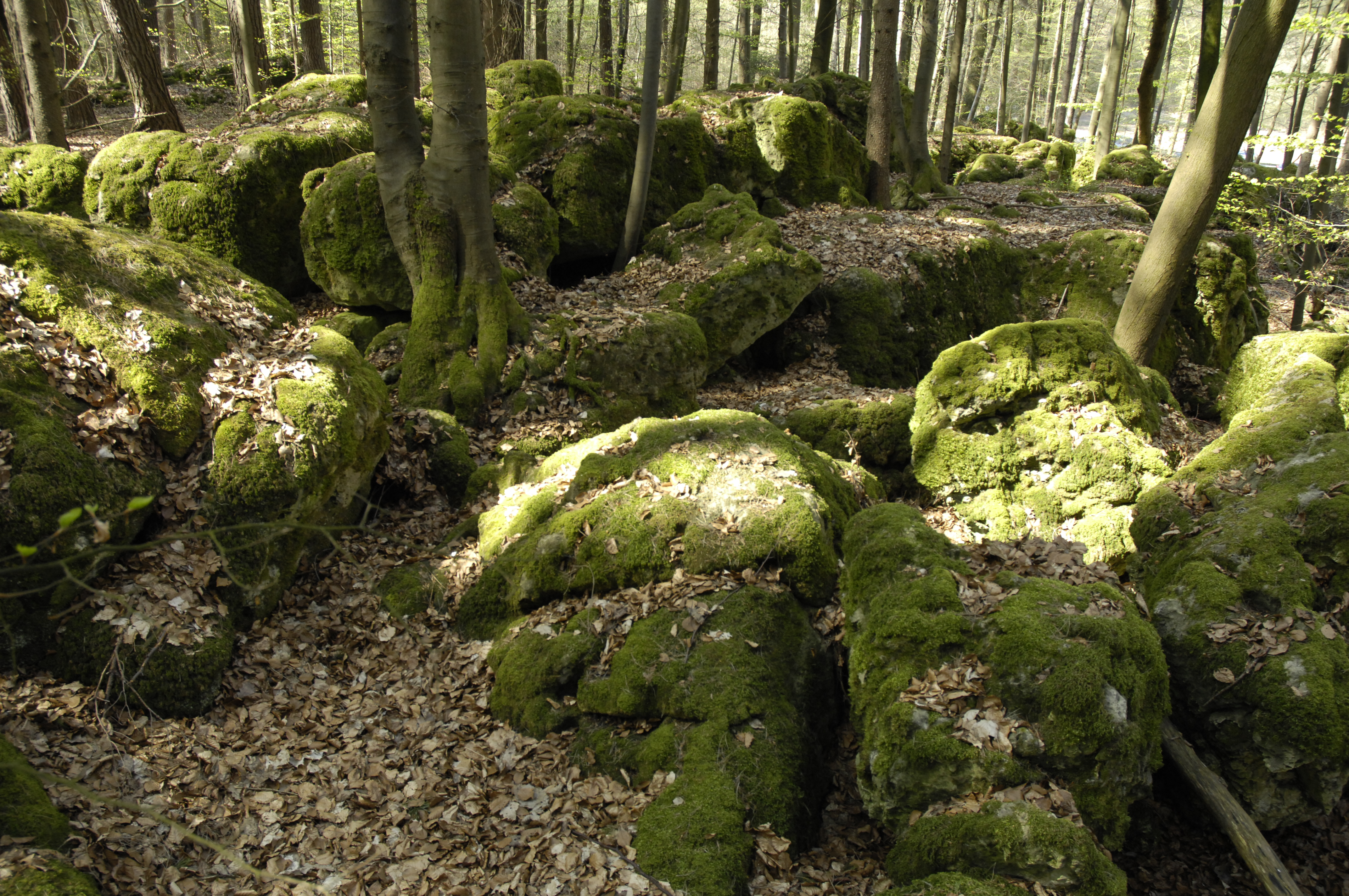
La forêt des druides, près de Wiesenttal
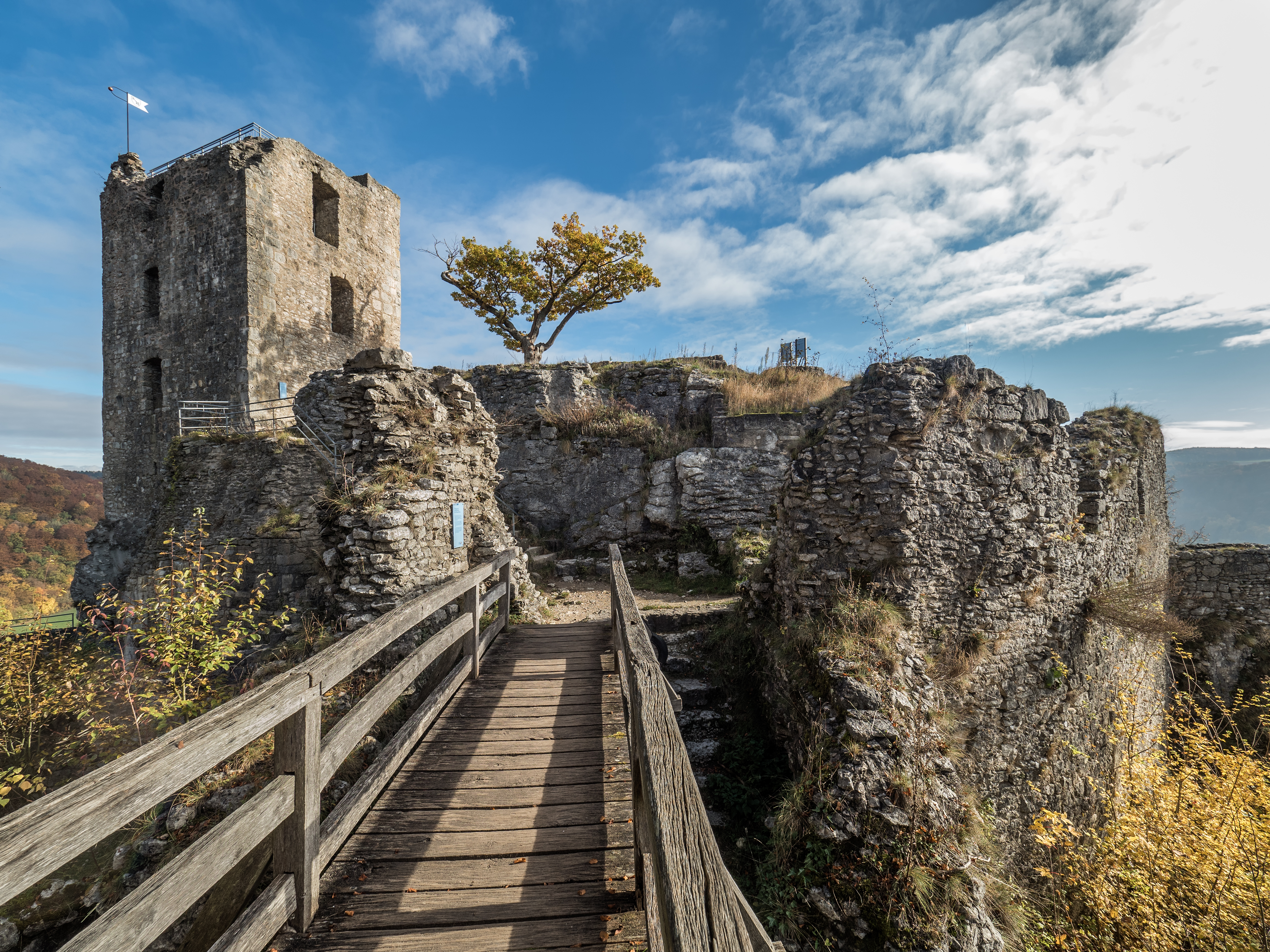
Ruines du château de Neideck
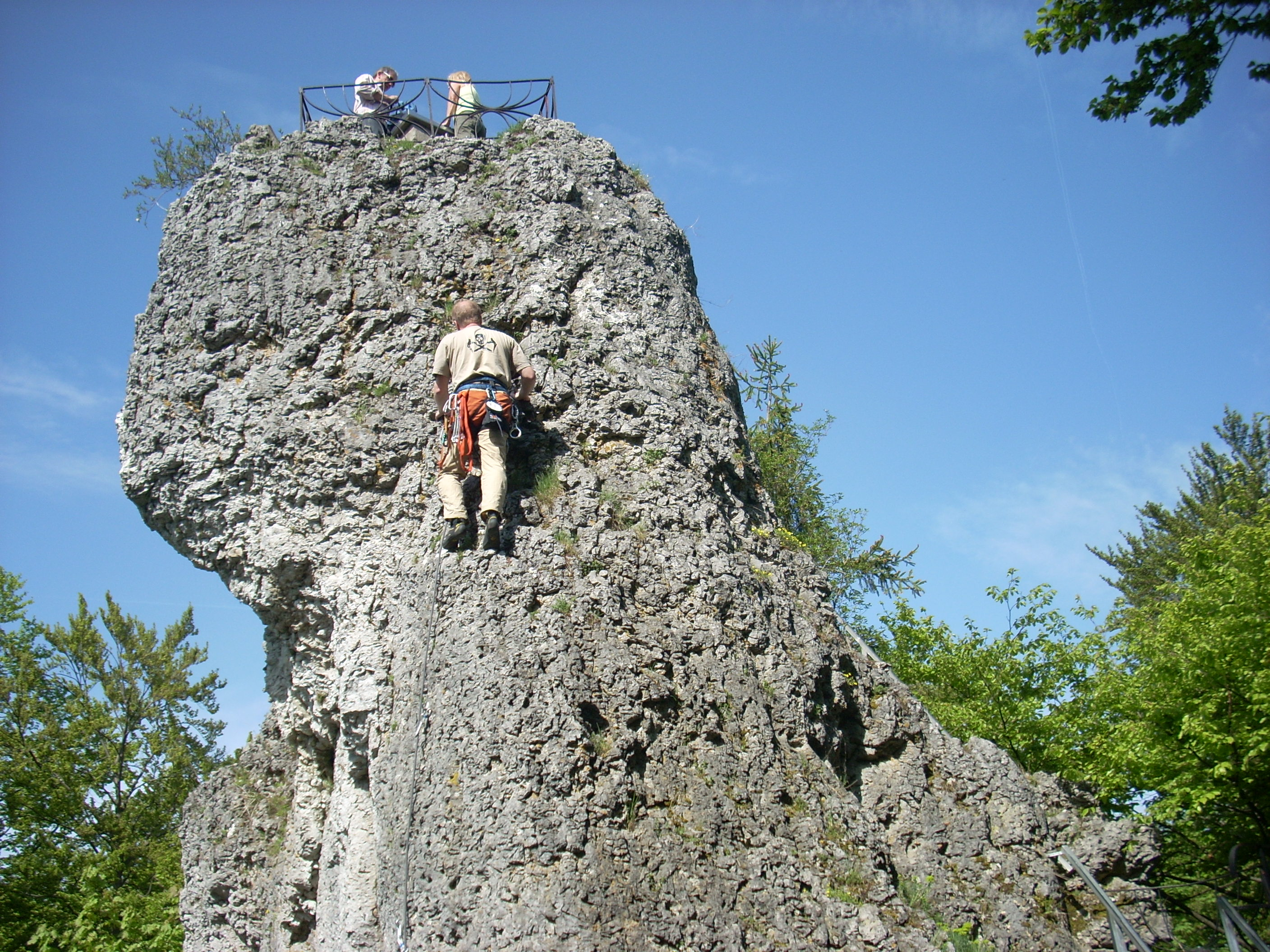
Escalade sur le roche Signalstein près d'Obertrubach
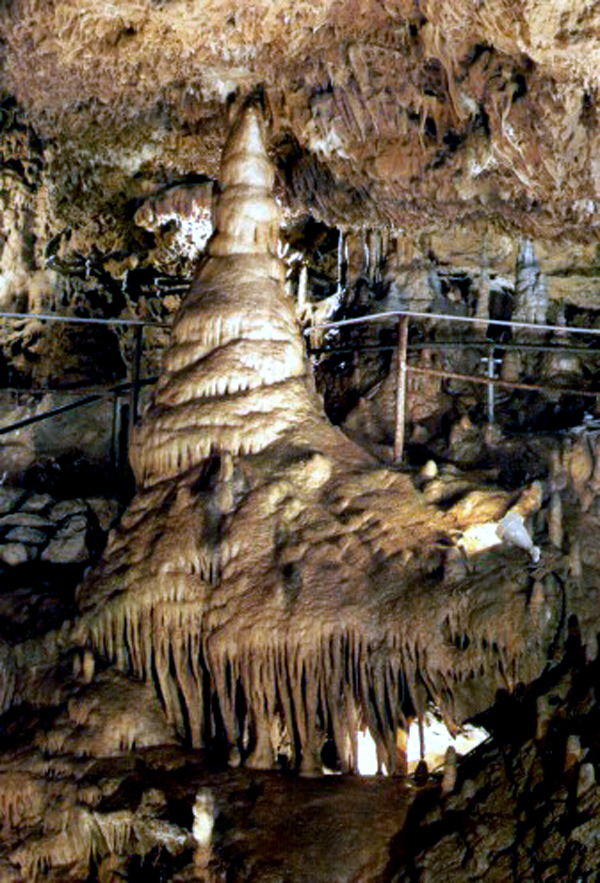
L'arbre de la salle des Géants, à l'intérieur de la Grotte du diable de Pottenstein
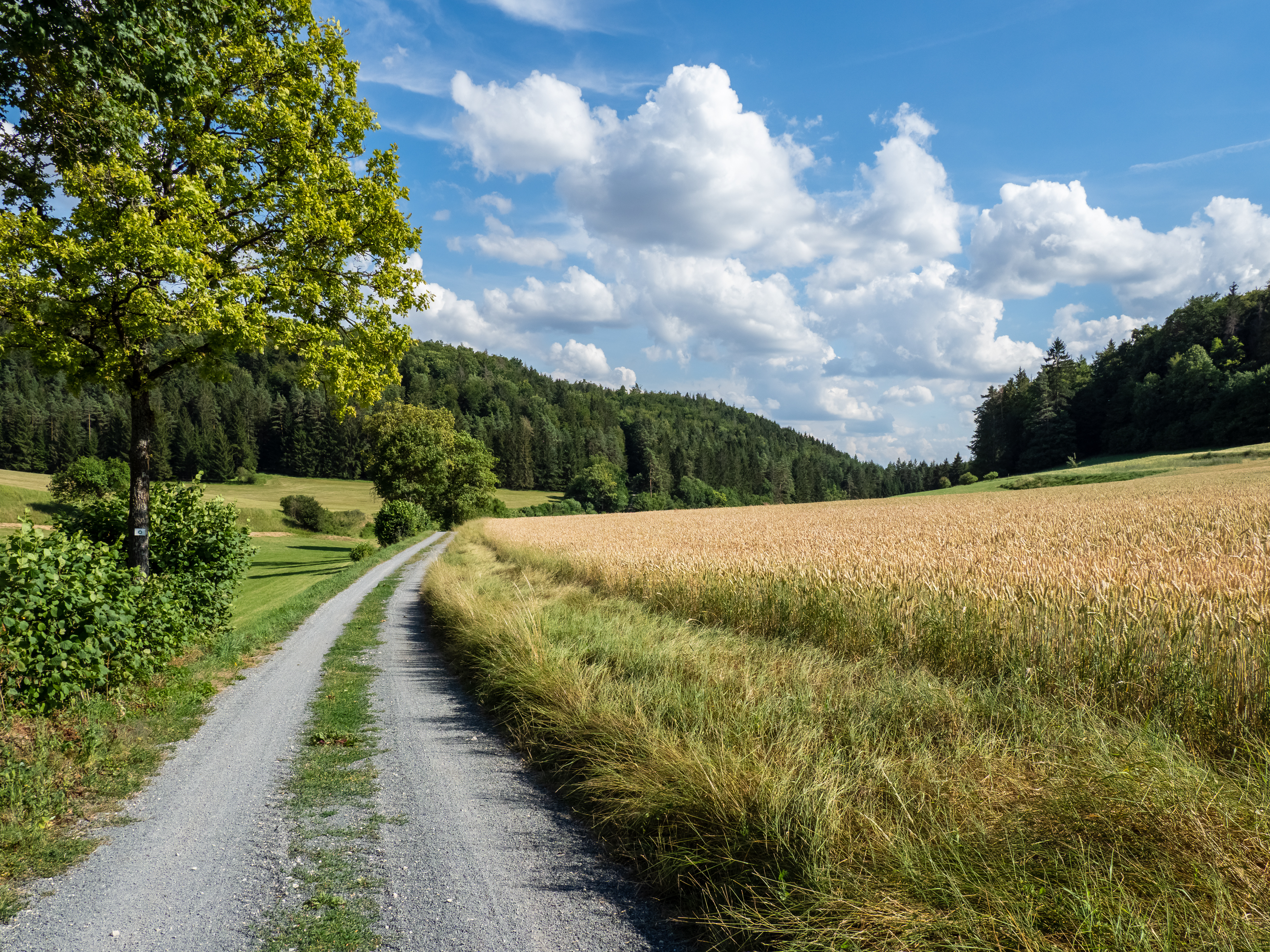
Chemin dans le « Kötteler Grund » en Suisse franconienne. Juillet 2020.
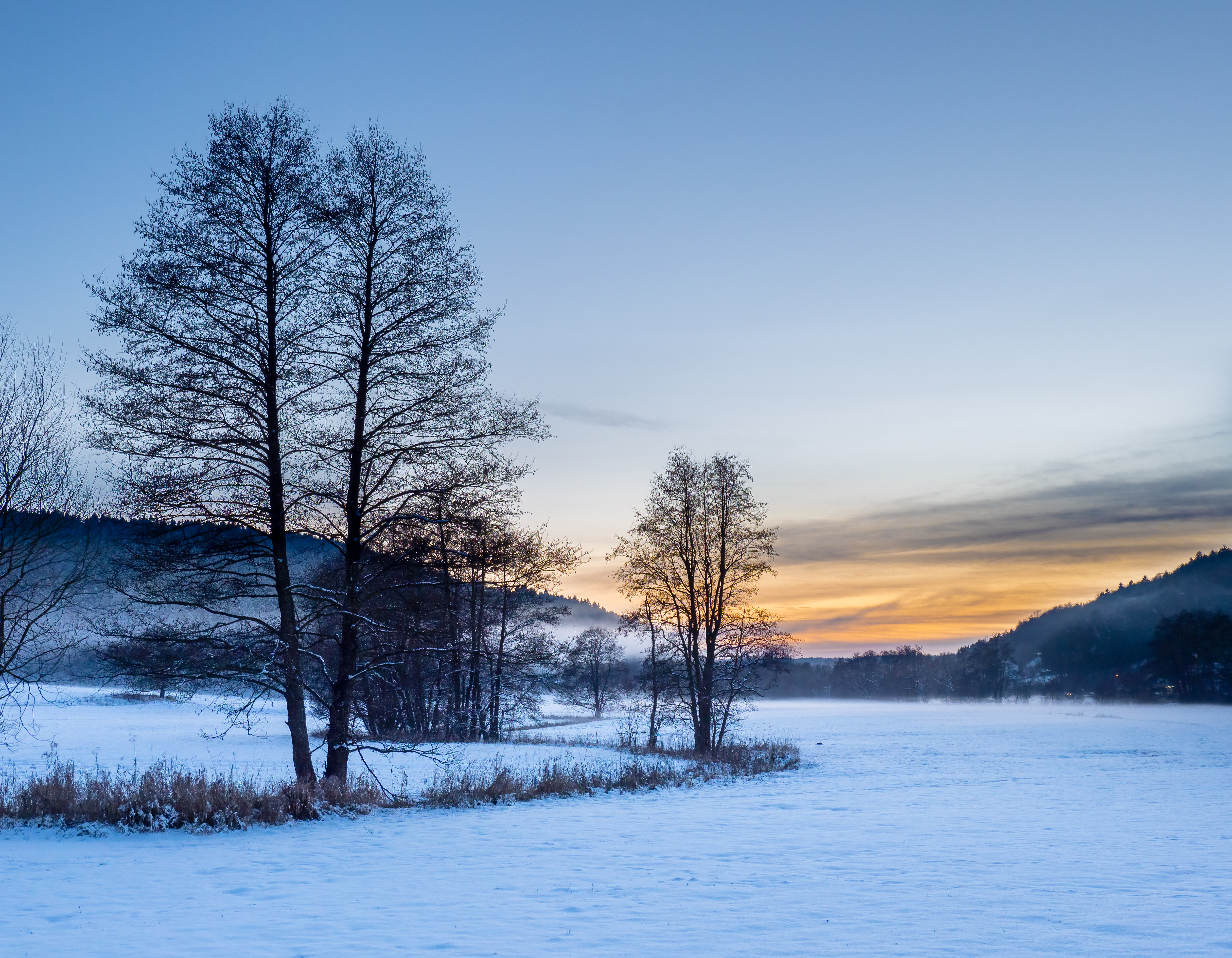
Crépuscule près de Truppach (Wiesent) (de) en suisse franconienne. Février 2019.